# Mileștii de Sus
Mileștii de Sus – wieś w Rumunii, w okręgu Bacău, w gminie Parincea. W 2011 roku liczyła 118 mieszkańców.